# 潮汐尾

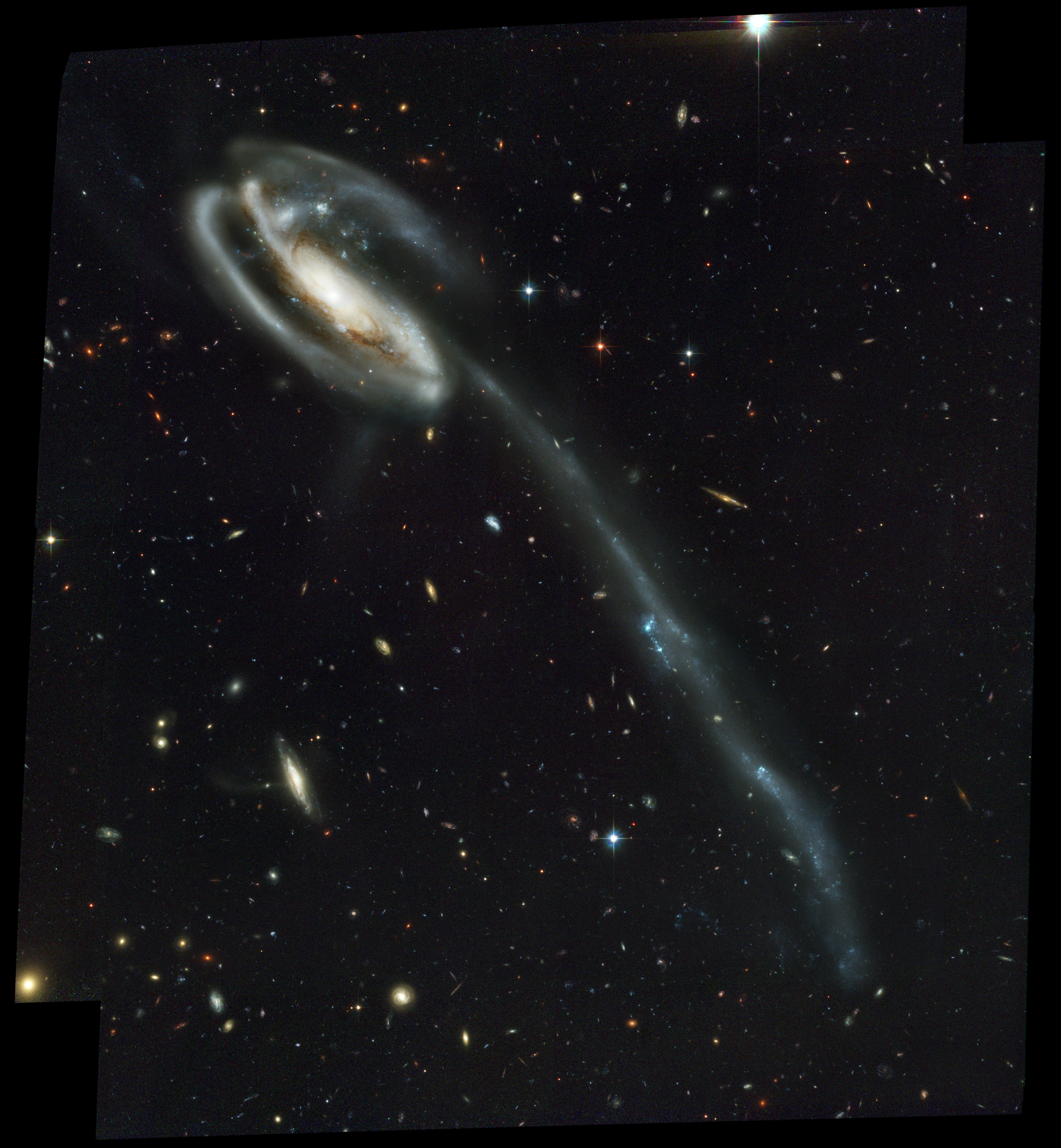
蝌蚪星系

潮汐尾是從一個星系延伸至太空中，是薄且延長的恆星和星際氣體區域。潮汐尾的發生是交互作用星系之間的星系潮汐力作用的結果。星系有潮汐尾的例子力包括蝌蚪星系和雙鼠星系。潮汐力可以讓星系中為數可觀的氣體彈射進入潮汐尾中，例如觸鬚星系，可見的氣態物質有將近一半是在尾的結構內被發現。在這些星系的潮汐尾內，大約10%有恆星形成在尾內發生。總體來看，宇宙中所有的恆星形成大約有1%是在潮汐尾內發生。
一些對交互作用星系有如觸鬚星系，有兩條明顯的尾巴，而其它的只有一條尾巴。大多數的潮汐尾都會隨著所在的星系自轉而略微彎曲。那些似乎是直的潮汐尾實際上可能也是彎曲的，只是從側面看呈現直的狀態。

## 歷史
這種現在被稱為潮汐尾的現象，是弗裡茨·茲威基在1953年率先進行廣泛的研究。有些天文物理學家表示，他們還疑這種擴展不僅僅是潮汐力的結果，包括茲威基自己，也敘述了這種"非正統"的看法。 Boris Vorontsov-Velyaminov認為這些尾巴僅由潮汐力造成，是太細也太長（有些大小達到100,000秒差距） ，作為重力應該產生廣泛的扭曲。然而，在1972年，著名的天文學家Alar Toomre證明了潮汐尾確實是潮汐力造成的。

## 註解
1. ↑  Mihos, Christopher J.;  et al. . Astrophysical Journal. 1993, 418: 82–99. Bibcode:1993ApJ...418...82M. doi:10.1086/173373.
2. ↑  Jarrett, T. H.;  et al. . Astronomical Journal. 2006, 131 (1): 261–281. Bibcode:2006AJ....131..261J. arXiv:astro-ph/0510788 . doi:10.1086/498414.
3. ↑  Naeye, Robert. . NASA Goddard Flight Center. 18 December 2007  [18 June 2010]. （原始内容存档于2021-01-25）.
4. ↑  Zwicky, Fritz. . Physics Today. April 1953, 6 (4): 7–11. Bibcode:1953PhT.....6....7Z. doi:10.1063/1.3061224.
5. ↑  Zasov, A. V. . Soviet Astronomy – AJ. 1968, 11 (5). Bibcode:1968SvA....11..785Z.
6. ↑  Gold, T. & Hoyle, F. . . Stanford University Press: 583–588. 1959.
7. ↑  Zwicky, Fritz. . Astronomical Society of the Pacific Leaflets. 1963, 9: 17–24. Bibcode:1963ASPL....9...17Z.
8. ↑  Vorontsov-Velyaminov, B. . . Macmillan Press: 194–200. 1962  [2016-02-19]. Bibcode:1962IAUS...15..194V. （原始内容存档于2020-12-02）.
9. ↑  Toomre, Alan & Toomre, Juri. . Astrophysical Journal. 15 December 1972, 178: 623–666. Bibcode:1972ApJ...178..623T. doi:10.1086/151823.